# 博鳌亚洲论坛
博鳌亚洲论坛（英語：Boao Forum for Asia）或称亚洲论坛、亚洲博鳌论坛，由25个亚洲国家和澳大利亚发起（2006年增加至28个），于2001年2月27日在位于中國海南省琼海市的万泉河入海口的博鳌镇召开大会後宣布成立，成立之时通过了《宣言》及《章程指导原则》等纲领性文件。论坛为非官方、非营利性、定期、定址的国际组织，为政府、企业及专家学者等提供一个共商经济、社会、环境及其他相关问题的高层对话平台。海南博鳌为论坛总部的永久所在地。

## 背景
亚洲国家和地区已参与了亞洲太平洋經濟合作組織、太平洋经济合作理事会等诸多跨区域国际经济合作组织，但没有一个真正由亚洲国家主导的组织。论坛旨在探讨增进亚洲各国协调和参与世界其它地区交流与合作。1998年9月，澳大利亚前总理霍克、日本前首相细川护熙和菲律宾前总统拉莫斯倡议成立一个类似达沃斯“世界经济论坛”的“亚洲论坛”，“亚洲论坛”这一概念一经推出即获得了有关各国的一致认同。

## 历史
菲、澳等國領袖經過多次會談，認為多层次、多渠道、多形式的地区合作与对话，有利于亚洲及澳洲国家间增进了解、信任和合作。1999年10月8日，菲律宾总统拉莫斯和澳大利亚总理霍克與中国国家副主席胡錦濤在北京議定亞洲論壇的籌設。此後亞洲各国对成立“亚洲论坛”作出了积极反应。在此背景下，博鳌亚洲论坛成立大会于2001年2月26日－27日在海南博鳌举行。包括日本前内阁总理大臣中曾根康弘、菲律宾前总统拉莫斯、澳大利亚前总理霍克、哈萨克斯坦前总理捷列先科、蒙古前总统奥其尔巴特等26个国家前领导人出席了大会；另外中共中央总书记兼中国国家主席江泽民、马来西亚首相马哈迪·莫哈末、尼泊尔前国王比兰德拉、越南国家副总理阮孟琴等特邀出席了成立大会。大会宣布博鳌亚洲论坛正式成立。大会第一届秘书长为曾任中国对外经济贸易部副部长的龙永图。

### 创始国
创始国共计26个国家，分别为澳大利亞聯邦、孟加拉人民共和國、汶萊達魯薩蘭國、柬埔寨王國、中華人民共和國、印度共和國、印度尼西亞共和國、日本國、伊朗伊斯蘭共和國、哈薩克斯坦共和國、吉爾吉斯共和國、寮人民民主共和國、馬來西亞、蒙古國、緬甸聯邦、尼泊爾王國、巴基斯坦伊斯蘭共和國、菲律賓共和國、大韓民國、新加坡共和國、斯里蘭卡民主社會主義共和國、塔吉克斯坦共和國、泰王國、土庫曼斯坦、烏茲别克斯坦共和國和越南社會主義共和國。
2006年4月20日，以色列和新西兰被追加为博鳌亚洲论坛的发起国。
2016年3月23日，马尔代夫被追加为博鳌亚洲论坛的发起国。
至此，博鳌亚洲论坛发起国增至29个。
| 主權国家   | 政治體制       | 最高領導人 國家元首           | 政府首腦     | 國旗 | 國徽 |
| ---------- | -------------- | ----------------------------- | ------------ | ---- | ---- |
|            | 君主立憲制     | 国王                          | 總理         |      |      |
|            | 议会共和制     | 總統                          | 總理         |      |      |
|            | 君主專制       | 蘇丹                          | 蘇丹         |      |      |
| 柬埔寨     | 君主立宪制     | 國王                          | 首相         |      |      |
| 中國       | 社會主義共和制 | 中共中央总书记 國家主席       | 國務院總理   |      |      |
| 印度       | 議會共和制     | 總統                          | 總理         |      |      |
| 印度尼西亞 | 总统共和制     | 總統                          | 總統         |      |      |
| 日本       | 君主立宪制     | 天皇                          | 內閣總理大臣 |      |      |
| 伊朗       | 政教合一       | 最高領袖                      | 總統         |      |      |
|            | 总统共和制     | 總統                          | 總理         |      |      |
|            | 议会共和制     | 總統                          | 總理         |      |      |
|            | 社會主義共和制 | 老挝人民革命党总书记 國家主席 | 總理         |      |      |
| 新加坡     | 議會共和制     | 總統                          | 總理         |      |      |
|            | 總統共和制     | 總統                          | 國務總理     |      |      |
| 斯里蘭卡   | 议会共和制     | 總統                          | 總理         |      |      |
| 马来西亚   | 君主立宪制     | 最高元首                      | 首相         |      |      |
| 蒙古国     | 議會共和制     | 總統                          | 總理         |      |      |
| 緬甸       | 軍政府         | 國家管理委員會主席 總統       | 總理         |      |      |
| 尼泊尔     | 议会共和制     | 總統                          | 尼泊爾總理   |      |      |
| 巴基斯坦   | 议会共和制     | 總統                          | 總理         |      |      |
| 菲律賓     | 总统共和制     | 總統                          | 總統         |      |      |
| 泰國       | 君主立憲制     | 國王                          | 總理         |      |      |
|            | 总统共和制     | 總統                          | 總理         |      |      |
|            | 总统共和制     | 總統                          | 總理         |      |      |
|            | 总统共和制     | 總統                          | 總統         |      |      |
| 越南       | 社會主義共和制 | 越共中央总书记 國家主席       | 總理         |      |      |

## 组织机构
主要组织机构有：
- 论坛会员大会
- 理事会
- 秘书处
- 研究培训院
- 咨询委员会

## 会员
论坛设正式会员和非正式会员，发起会员、荣誉会员和基础会员为正式会员；普通会员为非正式会员。
- 发起会员系指二十六个发起国按照各国所分配的名额（每个国家兩名）派出的、参加论坛所有活动，包括决策过程的前政要、知名人士和非营利机构；
- 荣誉会员系指为论坛的创建和发展作出重要和实质性贡献的个人、企业和组织；荣誉会员不超过十名；
- 基础会员系指参加论坛所有活动包括决策过程、且其申请已经被批准的个人、企业和组织；
- 普通会员系指以出席、观摩论坛年会以及其他活动为目的、且其申请已经被批准的个人、企业和组织。

## 活动与内容
- 召开年会、研讨会以及其它学术讨论会，讨论亚洲和世界经济与社会发展，包括金融、贸易、投资及环境等领域的重要问题；
- 提出地区性或全球性的倡议，促进和加强各国政府与商业实体之间在商贸和投资方面的合作关系；
- 跟踪影响全球和地区经济的动向；
- 甄别可能影响贸易、金融和社会发展的各种问题；搜集和发布相关信息，突显地区经济合作机会；
- 通过论坛建立的工作网络，增进区域内外企业间联系；
- 创建和成为具有国际影响力的研究及培训中心，为商业团体提供先进的管理经验和技术；
- 独立或合作开展有助于实现论坛宗旨的会议展览、信息交流、经济评估、教育培训、电子商务等各类活动。

## 歷屆年會

### 2004年会
“博鳌亚洲论坛”2004年年会於4月24日至25日举行。出席本次年会的主要为亚洲各国政要和商界名流。
- 在任政要：中共中央总书记兼中国国家主席胡锦涛、捷克总统瓦茨拉夫·克劳斯、柬埔寨首相洪森、哈萨克斯坦副总统埃里克·阿桑巴耶夫、香港行政長官董建华、澳門行政長官何厚铧等。
- 离任政要：菲律宾前总统菲德尔·拉莫斯（博鳌亚洲论坛理事会理事长）、澳大利亚前总理鲍勃·霍克（博鳌亚洲论坛理事）、美国前总统老布什、墨西哥前总统塞迪略、巴基斯坦前总统法鲁克·莱加里、哈萨克斯坦前总理谢尔盖·捷列先科（博鳌亚洲论坛理事）等。
- 部长级人物：博鳌亚洲论坛秘书长龙永图、印度工商联合会的主席穆迪、日本信息技术大臣茂木敏充、韩国贸易部长黄斗渊（朝鲜语：황두연 (1941년)）、新西兰贸易谈判部长吉姆·萨顿、菲律宾贸工部长塞萨·普里斯玛和澳大利亚贸易部长马克·维尔等。
- 商界名流：两岸共同市场基金会董事长萧万长、德国宝马集团的董事长赫穆特·庞克（英语：Helmut Panke）、全世界最大运输公司UPS公司总裁大卫·艾博尼、摩根斯坦利首席经济学家史蒂芬·罗奇、韩国三星电子社长李基泰等。

### 2005年会
2005年4月22日至24日，博鳌亚洲论坛2005年年会举行，来自40多个国家的1200多名政界、工商界人士和专家学者出席了会议。中國全国政协主席贾庆林出席会议并发表题为“推进全面合作 共建和谐繁荣的亚洲”的主旨演讲。

### 2006年会
2006年4月21日至23日，博鳌亚洲论坛2006年年会举行，来自约40个国家的850余名代表与会。中國国家副主席曾庆红出席会议并发表了“把握亚洲新的机会 共创世界美好未来”的主旨演讲。

### 2007年会
2007年4月20日至22日，博鳌亚洲论坛2007年年会举行，来自36个国家的1410名代表参加了会议。中國全国人大常委会委员长吴邦国在博鳌亚洲论坛2007年年会上发表题为“开创亚洲和平合作和谐新局面”的主旨演讲。

### 2008年會
於2008年4月11日至4月13日舉行。出席本次年會多為亞洲各國政要及商界領袖。此次會談促成中共中央總書記胡錦濤與當時的中華民國副總統當選人蕭萬長（以商界身分）會面，成為兩岸關係史上最高層級的「非正式」官方會談，使兩岸的緊張關係緩和。
- 在任政要：中共中央总书记兼中国国家主席胡锦涛、澳大利亚总理陆克文、智利共和国总统米歇尔·巴切莱特、香港行政長官曾蔭權、哈萨克斯坦总理卡里姆·马西莫夫、蒙古总统那木巴尔·恩赫巴亚尔、斯里兰卡总统马欣达·拉贾帕克萨、巴基斯坦总统佩尔韦兹·穆沙拉夫、卡塔尔首相兼外交大臣哈马德·本·贾西姆·本·贾布尔·阿勒萨尼、瑞典首相弗雷德里克·赖因费尔特、坦桑尼亚总统贾卡亚·基奎特、汤加国王乔治·图普五世等。
- 离任政要：澳大利亚前总理霍克、中国全国政协前副主席陈锦华、美国前国务卿鲍威尔、哈萨克斯坦前总理捷列先科、菲律宾前总统拉莫斯等。
- 商界領袖：两岸共同市场基金会董事长萧万长、印度塔塔集团董事会执行董事艾伦·罗斯林、微软公司首席战略官克雷格.蒙迪、谷歌全球副总裁兼大中华区总裁李开复、瑞士银行中国区主席兼总裁李一、渣打银行中国投资银行部首席执行官成长青等。

### 2009年会
菲律賓前總統拉莫斯，澳大利亞前總理霍克，中國原國務院副總理、博鰲亞洲論壇中方首席代表曾培炎，中國全國政協原副主席陳錦華;世界貿易組織總干事拉米、澳大利亞農業部長TONY BURKE;商界領袖有：沙特基礎工業公司董事長阿爾薩烏德親王、福特斯克金屬集團總裁安德魯·弗裡斯特、贏創工業集團董事長英凱師、印度塔塔集團董事長兼首席執行官阿爾烏迪、德勤公司首席執行官奎勵杰、UPS投資銀行副董事長布裡坦爵士、中海油總經理傅成玉、金光集團董事長兼總裁黃志源、SK集團董事長崔泰源、正大企業國際有限公司董事長謝吉人、紅彬資本中國基金創始人及執行合伙人沈南鵬、谷歌全球副總裁兼大中華區總裁李開復、One Equity Partners Europe GmbH合伙人費溪德、 H.S.A集團執行董事Abdulgabar Hayel Saeed、寬帶資本董事長田溯寧、萬科集團董事長王石、中國中煤能源集團公司總經理王安、中國國家電網公司總經理劉振亞、中國移動通信集團公司總裁王建宙、耐克公司特別顧問Joseph Ha、TCL董事長李東生、摩立特集團首席執行官喬·福勒、Metricstream總裁古堅·辛哈、加拿大蒙特利爾銀行集團個人資產業務部總裁兼執行長歐立特等出席。

### 2010年会
2010年年会于4月9-11日在海南博鳌举行。主题为:“绿色复苏：亚洲可持续发展的现实选择”。亚洲经济正面临结构调整和转型的关键时刻。亚洲有望率先走出上世纪30年代以来最严重的经济危机，但依然面临绿色和可持续发展的严峻挑战。2010年年会就这一核心问题进行深入的探讨。中国国家副主席习近平应邀出席年会开幕式并发表题为《携手推进亚洲绿色发展和可持续发展》的主旨演讲。约有40位各国部长专程出席年会。中国负责经济决策的主要部委均到会，并通过小范围早餐会、分会讨论等形式，与企业家广泛接触，并利用这一国际场合，与到会的外国部长举行对口会谈。此外，香港行政长官曾荫权、澳门行政长官崔世安分别率领代表团与会。台湾两岸共同市场基金会最高顾问钱复领队的代表团参加了“两岸签订经济合作框架协议后的商机”圆桌会议，为两岸企业家创造更多商机。

### 2011年会
博鳌亚洲论坛2011年年会于2011年4月14日至16日举行，主题是“包容性发展：共同议程与全新挑战”。中共中央总书记、中国国家主席胡锦涛出席。出席的其他国家领导人包括“金砖国家”俄罗斯总统德米特里·阿纳托利耶维奇·梅德韦杰夫、巴西总统迪尔玛·罗賽芙、南非总统雅各布·祖玛等。

### 2012年会
2012年年会于4月1-3日在中国海南博鳌召开，主题确定为“变革世界中的亚洲：迈向健康与可持续发展”。中国国务院副总理李克强、意大利总理蒙蒂、哈萨克斯坦总理马西莫夫、巴基斯坦总理吉拉尼、伊朗副总统穆罕默迪扎德、泰国副总理吉迪拉和越南副总理黄忠海等政要出席论坛。
参加年会的还有部分国家的前政要，包括日本前首相、博鳌亚洲论坛理事长福田康夫，中国前副总理、博鳌亚洲论坛副理事长曾培炎，法国前总理拉法兰，澳大利亚前总理霍克，菲律宾前总统拉莫斯，马来西亚前总理巴达维，澳大利亚前总理陆克文，新加坡荣誉国务资政吴作栋等。同时，还有50多名部长级官员参会。如美国前财政部部长鲍尔森、澳门特别行政区行政长官崔世安、美国驻华大使骆家辉、中国卫生部部长陈竺、中国人民银行行长周小川、河南省人民政府省长郭庚茂等。

### 2013年会
2013年年会在4月6日-8日召开，以"革新、责任、合作：亚洲寻求共同发展"为主题。中共中央总书记兼中国国家主席习近平、哈萨克斯坦总统纳扎尔巴耶夫、秘鲁总统乌马拉、缅甸总统吴登盛等13位政界首脑出席，比尔·盖茨、拉加德、乔治·索罗斯等商界大鳄以及4位诺贝尔奖得主出席会议。

### 2014年会
2014年年会在4月10日-11日召開，主題是「亞洲的新未來：尋找和釋放新的發展動力」。中國國務院總理李克強出席并發表主題演講，李克强总理指出中方正争取早日正式成立亚洲基础设施投资银行（亚投行）。

### 2015年会
2015年年会在3月26-29日召開，以「亚洲新未来：迈向命运共同体」为主题。中共中央总书记、中國國家主席习近平出席并發表主旨演講，国务院授权发改委、外交部、商务部三部委联合发布“一带一路”建设的愿景与行动文件《推动共建丝绸之路经济带和21世纪海上丝绸之路的愿景与行动》。

### 2016年会
2016年年會在3月22-25日召開，主題為《亞洲新未來：新活力與新願景》，中國國務院總理李克強出席并發表主題演講。

### 2017年会
2017年年會在3月23-26日召開，主題為《直面全球化与自由贸易的未来》，中國國務院副總理张高丽出席并發表主題演講。

### 2018年会
2018年年會在4月8-11日召開，主題為《开放创新的亚洲，繁荣发展的世界》，中共中央总书记、国家主席习近平出席并發表主旨演講。奥地利总统范德贝伦、菲律宾总统杜特尔特、蒙古国总理呼日勒苏赫、荷兰首相吕特、巴基斯坦总理阿巴西、新加坡总理李显龙、联合国秘书长古特雷斯和国际货币基金组织总裁拉加德出席论坛。

### 2019年会
2019年年会在3月26-29日召开，主题为“共同命运 共同行动 共同发展”。中国国务院总理李克强于3月28日出席2019年年会开幕式并发表主旨演讲。

### 2020年会
2020年年会原定于3月24-27日在海南博鳌召开，主题是“应对世界变局 携手共创未来”。但受2019冠狀病毒病疫情影響，为了支持和配合各国政府的防疫措施而延期。後於4月30日宣布停办。

### 2021年会
2021年年会定于4月18日至21日在海南博鳌举行。中共中央总书记、中国国家主席习近平于4月20日以视频方式出席博鳌亚洲论坛2021年年会开幕式并发表主旨演讲。中國国家副主席王岐山、文莱苏丹哈桑纳尔、智利总统皮涅拉、印尼总统佐科、哈萨克斯坦首任总统纳扎尔巴耶夫、老挝人民革命党总书记兼老挝国家主席通伦·西苏里、韩国总统文在寅、新加坡总统哈莉玛、斯里兰卡总统戈塔巴雅、越南国家主席阮春福、孟加拉国总理哈西娜、柬埔寨首相洪森、马耳他总理阿贝拉、蒙古国总理奥云额尔登、新西兰总理阿德恩、第七十五届联合国大会主席博兹科尔、国际货币基金组织总裁格奥尔基耶娃等外国领导人和国际组织负责人以视频方式出席年会。

### 2022年会
2022年年会于4月20日至22日在海南博鳌举行。

### 2023年会
2023年年会于3月28日至31日在海南博鳌举行。本届年会完全恢复线下方式举行，与会者也不被要求佩戴口罩。新加坡总理李显龙、马来西亚总理安瓦尔、西班牙首相桑切斯等国际政要出席会议，中国国务院总理李强在开幕式上致辞。

### 2024年會
2024年年会于3月26日到29日在海南博鳌举行。中国全国人大常委会委员长赵乐际出席开幕式并发表主旨演讲。

### 2025年會
2025年博鳌亚洲论坛年会於3月25日至3月28日举行。中国国务院副总理丁薛祥出席开幕式并发表主旨演讲。

## 历届主题
| 时间 | 主题                                            | 备注 |
| ---- | ----------------------------------------------- | --- |
| 2002 | 新世纪、新挑战、新亚洲亚洲经济合作与发展        | |
| 2003 | 亚洲寻求共赢：合作促进发展                      | |
| 2004 | 亚洲寻求共赢：一个向世界开放的亚洲              | 论坛主题强调了面向世界讨论亚洲问题，让更多亚洲区域外的知名人士参加论坛的对话和交流。                                                                               |
| 2005 | 亚洲寻求共赢：亚洲的新角色                      | |
| 2006 | 亚洲寻求共赢：亚洲的新机会                      | 关注经济全球化背景下的亚洲区域合作发展方向，以及亚洲在全球经济循环中的角色定位和发展机遇。                                                                         |
| 2007 | 亚洲寻求共赢：亚洲制胜全球经济—创新和可持续发展 | 议题包括亚洲社会可持续发展的重要问题，如亚洲经济一体化等，发展和创新对能源和资源、信息技术、金融服务等产业的影响以及工商界普遍关心的企业社会责任和绿色议程等问题。 |
| 2008 | 绿色亚洲：在变革中实现共赢                      | |
| 2009 | 经济危机与亚洲：挑战与展望                      | 重点探讨新兴经济体如何在国际金融体制改革中发挥作用，如何面对国际贸易与投资以及能源、原材料的价格波动。                                                             |
| 2010 | 绿色复苏：亚洲可持续发展的现实选择              | 就新兴经济体对于全球治理架构的作用、全球贸易自由化的前景、亚洲经济发展模式的转型、亚洲区域金融合作等宏观议题和聚焦中国医改、房地产等微观议题展开深入的讨论。       |
| 2011 | 包容性发展：共同议程和全新挑战                  | |
| 2012 | 变革世界中的亚洲：迈向健康与可持续发展          | |
| 2013 | 革新、责任、合作：亚洲寻求共同发展              | 在经济格局发生深刻变化、全球经济充满不确定性因素背景下召开的年会，讨论和对话主题紧扣亚洲各经济体最为关切的健康发展和可持续发展问题。                               |
| 2014 | 亞洲的新未來：尋找和釋放新的發展動力            | |
| 2015 | 亚洲新未来：迈向命运共同体                      | 国务院授权发改委、外交部、商务部三部委联合发布“一带一路”建设的愿景与行动文件《推动共建丝绸之路经济带和21世纪海上丝绸之路的愿景与行动》。                           |
| 2016 | 亚洲新未来：新活力与新愿景                      | |
| 2017 | 直面全球化与自由贸易的未来                      | |
| 2018 | 开放创新的亚洲，繁荣发展的世界                  | |
| 2019 | 共同命运 共同行动 共同发展                      | |
| 2020 | 应对世界变局，携手共创未来                      | |
| 2021 | 世界大变局：共襄全球治理盛举 合奏“一带一路”强音 | |
| 2022 | 疫情与世界：共促全球发展，构建共同未来          | |
| 2023 | 不确定的世界：团结合作迎挑战，开放包容促发展    | |
| 2024 | 亚洲与世界：共同的挑战，共同的责任              | |
| 2025 | 在世界变局中共创亚洲未来                        | |

## 歷任秘書長及理事長
秘書長由中國公民擔任，理事長由外國公民擔任，由大會任命：
第一屆 龍永圖（中華人民共和國前對外貿易經濟合作部副部長） / 菲德爾·瓦爾德斯·拉莫斯（菲律賓前總統）
第二屆 周文重（中華人民共和國前外交部副部長、前駐美國大使） / 福田康夫 （日本前內閣總理大臣）
第三屆 李保東（中華人民共和國前外交部副部長、前常駐聯合國代表） / 潘基文 （韓國前外交通商部部長、前聯合國秘書長）
第四屆 張軍（中華人民共和國前常駐聯合國代表）

## 外部連結
- 博鳌亚洲论坛网（页面存档备份，存于）
- 博鳌亚洲论坛章程 （页面存档备份，存于）
- 博鳌亚洲论坛发起历史 （页面存档备份，存于）
- 博鳌亚洲论坛宣言 （页面存档备份，存于）
- 博鳌亚洲论坛2008年年会 （页面存档备份，存于）
- 博鳌亚洲论坛官方新媒体平台 （页面存档备份，存于）